# Armando de Almeida Fernandes
Armando de Almeida Fernandes (Britiande (Lamego), 26 de Novembro de 1917 – 2002) foi um historiador português. Considerado um dos maiores estudiosos da época medieval portuguesa e um paleógrafo de excepção.

## Biografia
Era filho do Comendador Prof. João de Almeida Fernandes e de sua esposa, Aurora da Conceição Rodrigues, um dos mais novos dos dez filhos do casal. O seu pai era um homem culto, que apreciava os livros e o período greco-romano. Desde muito cedo o jovem Armando manifestou interesse pela história, e também pela música, pelo desenho e pelo retrato, tendo tido aulas de música, de latim e de inglês.
Frequentou o Colégio de Lamego até ao 5.º ano, tendo seguido para Coimbra, onde cursou o 6.° e o 7.º anos, e os Preparatórios de Engenharia Civil. Acabaria por abandonar este curso, vindo a obter a Licenciatura em Engenharia Geográfica (Faculdade de Ciências da Universidade de Lisboa) e o Curso de Ciências Pedagógicas (Faculdade de Letras da Universidade de Coimbra).
A partir dos vinte e cinco anos de idade dedicou-se ao estudo da História de Portugal, interesse que manteve até ao fim da vida, nomeadamente pelo período que se estende do século VI ao século XIII, pela Toponímia e pela Antroponímia-Onomástica. Legou-nos ainda um número significativo de retratos e gravuras, assim como poemas e peças musicais: cânticos religiosos dedicados à Virgem Maria, poemas sinfónicos, missas e uma ópera.
Em 1947 desposou Elda dos Santos Carvalho, natural de Tarouca, com quem teve dois filhos.

## Obra
O conjunto de sua obra é constituído por cerca de 70 publicações, às quais se somam um considerável número de inéditos, além de um acervo documental também inédito, primeiras versões, e outros.
É dos historiadores com maior número de entradas em obras de nomeada como a Grande Enciclopédia Portuguesa e Brasileira, a Revista de Guimarães, a Caminiana, a Bracara Augusta, os Cadernos Vianenses, a Revista da Beira Alta, entre outras.
Editou entre outras:
- Faria e não Feira (1127-1128) (1991)
- Taraucae Monumenta Histórica
- Toponímia portuguesa. Exame a um dicionário (1999). Arouca: Associação para a Defesa da Cultura Arouquense
- Viseu, Agosto de 1109, nasce D. Afonso Henriques (1993)[3]
- Ponte de Lima na Alta Idade Média (1960)[4]
- Ponte de Lima Altimediévica (1963)[4]
- Toponímia de Ponte de Lima[4]
- Paróquias Suevas e Dioceses Visigóticas (1997)
- Castro ou Crasto Rey de Tarouca
- Tabuaço, Toponímia (2002)

## Homenagens
- Condecoração com a Ordem do Mérito, honras e insígnias, grau de Comendador pelo Presidente da República, Dr. Jorge Sampaio, em 2003, e entregue pelo Presidente da República, Professor Doutor Aníbal Cavaco Silva.[2]
- Centro de Estudos A. de Almeida Fernandes, com o seu espólio pessoal, bibliográfico e documental, Santa Casa da Misericórdia de Tarouca.
- Prémio A. de Almeida Fernandes - História Medieval Portuguesa, iniciativa organizada, anualmente de forma intercalada, pelos Municípios de Ponte de Lima e de Lamego.[4]
- Prémio Almeida Fernandes, pelo Município de Viseu.[5]
- Colóquio A. de Almeida Fernandes, organizado pela Academia Portuguesa da História.
- Rua Dr. Armando de Almeida Fernandes, em Tarouca, após a atribuição da Medalha de Ouro pela respectivo Município[6]
- Rua Armando Almeida Fernandes, em Santa Maria Maior da Meadela, concelho de Viana do Castelo.[7]
- Alameda Dr. Almeida Fernandes, em Lamego, após a atribuição da Medalha de Cidadão Honorário e a colocação de um Monumento votivo pelo referido Município.[2]